# Sintula oseticus
Sintula oseticus är en spindelart som beskrevs av Andrei V. Tanasevitch 1990. Sintula oseticus ingår i släktet Sintula och familjen täckvävarspindlar. Inga underarter finns listade i Catalogue of Life.